# Чон Ха Йон
Чон Ха Йон (18 серпня 2001 , Теджон ) — південнокорейська фехтувальниця на шаблях, срібна призерка Олімпійcьких ігор 2024 року.

## Виступи на Олімпіадах
| Олімпіада  | Дисципліна          | Місце |
| ---------- | ------------------- | ----- |
| Париж 2024 | індивідуальна шабля | 6     |
| Париж 2024 | командна шабля      | 2     |